# Икарус 211
Икарус 211 је југословенски, једномоторни једниокрилни нискокрилац дрвене конструкције са неувлачећим стајним трапом чији је прототип у фабрици Икарус завршен 15. октобра 1947. године. Намењен је почетној обуци војних пилота.

## Пројектовање и развој
Овај авион су пројектовали конструктори Слободан Зрнић и Светозар Поповић, а прототип је направљен у Икарусу. Авион је био потпуно дрвене конструкције нискокрилац са уграђеним линијским мотором Валтер Минор 6-III (Wалтер Minor 6-III). Имао је фиксни класични стајни трап са репном дрљачом. Авион је био двосед са отвореном кабином у којој су седели један иза другог инструктор и ученик.

## Оперативно коришћење
Направљен је само један прототип који је 1948. године авион уведен у наоружање ЈРВ и тамо службовао до 1951. године. Када је предат Ваздухопловном савезу Југославије (ВСЈ)-у, имао је још 100 часова налета. У ВСЈ авион се користио у Аеро клубовима за обуку и тренажу спортских пилота до 1958. године.

## Земље које су користиле овај авион
- Југославија-ФНРЈ/СФРЈ